# 認知症の人と家族の会
公益社団法人認知症の人と家族の会（にんちしょうのひととかぞくのかい）とは、認知症患者本人、家族、介護者のためのセルフヘルプグループである。
1980年に京都で任意団体の「呆け老人をかかえる家族の会」として設立、1994年に「社団法人呆け老人をかかえる家族の会」に、2006年に現名称の「認知症の人と家族の会」に改称、2010年に公益社団法人化された。会員数は11,470名（2016年度末現在）、47都道府県に支部を持っている。
社会保障審議会 の介護保険部会および介護給付費分科会に委員を出している。

## 関連文献
- 認知症介護の悩み引き出し52 「家族の会」の“つどい"は知恵の宝庫 ISBN 4863422938
- 痴呆の人の介護手帳 ISBN 487699725X